# Zimiromus
Zimiromus är ett släkte av spindlar. Zimiromus ingår i familjen plattbuksspindlar.

## Dottertaxa tillZimiromus, i alfabetisk ordning[1]
- Zimiromus aduncus
- Zimiromus atrifus
- Zimiromus beni
- Zimiromus bimini
- Zimiromus boistus
- Zimiromus brachet
- Zimiromus buzios
- Zimiromus canje
- Zimiromus chickeringi
- Zimiromus circulus
- Zimiromus dorado
- Zimiromus eberhardi
- Zimiromus exlineae
- Zimiromus hortenciae
- Zimiromus iotus
- Zimiromus jamaicensis
- Zimiromus kleini
- Zimiromus kochalkai
- Zimiromus lawa
- Zimiromus lingua
- Zimiromus lubricus
- Zimiromus malkini
- Zimiromus medius
- Zimiromus montenegro
- Zimiromus muchmorei
- Zimiromus nadleri
- Zimiromus penai
- Zimiromus piura
- Zimiromus platnicki
- Zimiromus rabago
- Zimiromus racamus
- Zimiromus reichardti
- Zimiromus rothi
- Zimiromus sinop
- Zimiromus sununga
- Zimiromus syenus
- Zimiromus tapirape
- Zimiromus tonina
- Zimiromus tropicalis
- Zimiromus volksberg